# دیوریت

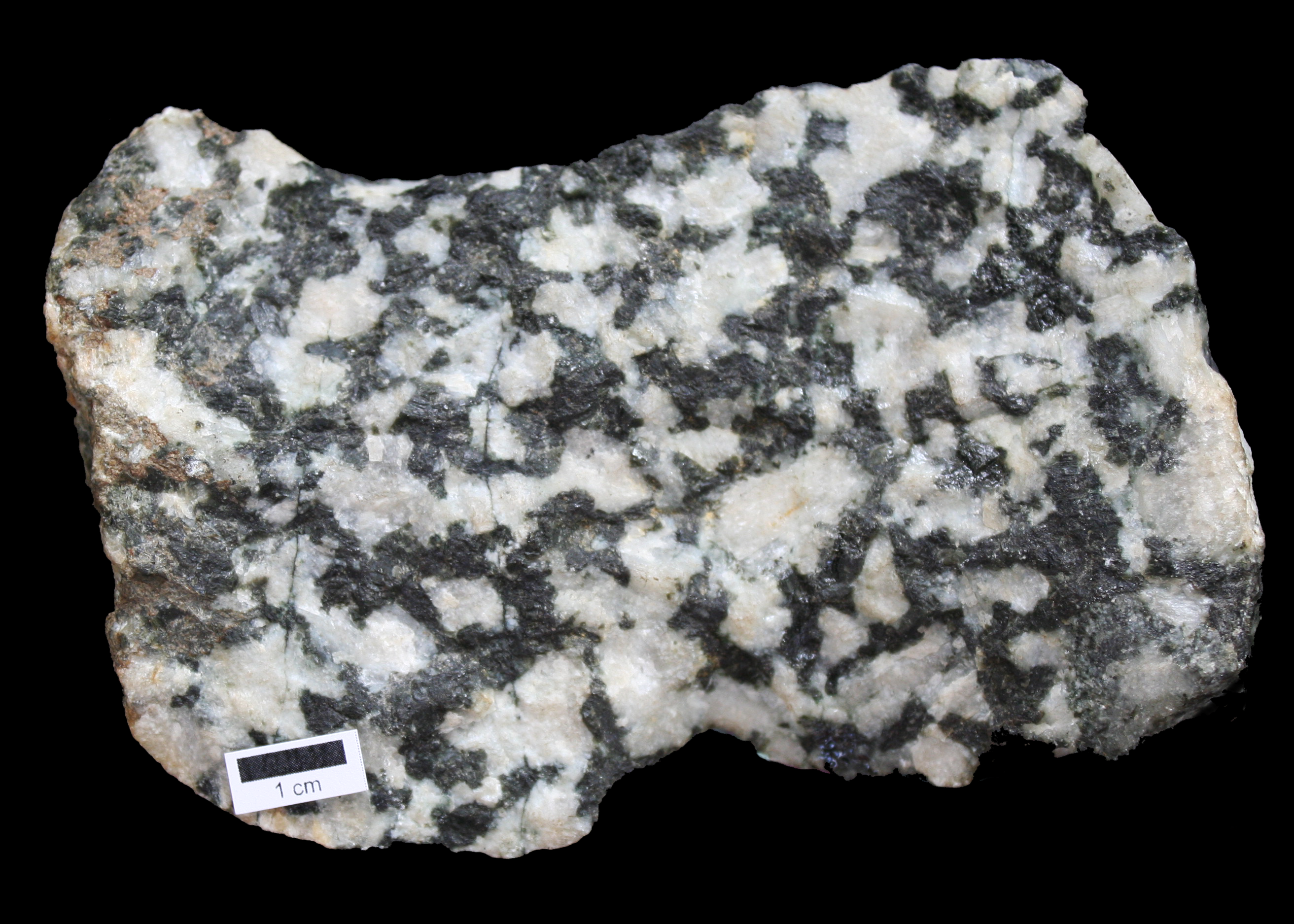
دیوریت

دیوریت (به انگلیسی: Diorite) نوعی سنگ آذرین نفوذی خاکستری رنگ است که از فلدسپات پلاژیوکلاز (آندزین)، بیوتیت، هورنبلند و پیروکسن تشکیل شده است. در بعضی مواقع نیز امکان دارد مقادیر کمی از کانی‌هایی مانند کوارتز، میکروکلین و الیوین در آن یافت می‌شود.
کانی‌هایی مانند زیرکن، آپاتیت، مگنتیت، ایلمینیت و سولفیت‌ها نیز به صورت کانی‌های فرعی در این سنگ یافت می‌شوند. این سنگ امکان دارد به رنگ‌های سیاه و آبی خاکستری دیده شود و معمولاً دارای ته‌رنگ سبز است. زمانی که کانی‌های الیوین و اوژیت پر آهن در سنگ باشند، سنگ در ردهٔ «فرو دیوریت» قرار می‌گیرد که قابل تبدیل به گابرو است. اگر مقدار کوارتز در این سنگ بیش از ۵٪ باشد، به آن «کوارتز-دیوریت» و اگر بیش از ۲۰٪ باشد به آن «تونالیت» گفته می‌شود و اگر مقدار ارتوکلاز این سنگ بیش از ۱۰٪ باشد به آن مونزودیوریت یا گرانودیوریت می‌گویند. دیوریت عموماً یک بافت پرفیری با اندازهٔ دانه‌های متوسط دارد.
دیوریت در اثر ذوب قسمی سنگ‌های مافیک در بالای زون فرورانش به وجود می‌آید. این سنگ معمولاً در مناطق آتش فشانی یا به صورت باتولیت‌ها به وجود می‌آید. شکل خروجی این سنگ آندسیت نام دارد.

## رخداد
دیوریت یک سنگ نسبتاً کم‌یاب است که در مناطقی مانند لسترشایر انگلستان، سوندریو ایتالیا، تورینگن در زاکسن آلمان و در مناطقی مانند فنلاند، رومانی، شمال شرق ترکیه، مرکز سوئد، کوه‌های آند و مینه‌سوتا در آمریکا یافت می‌شود.

## استفاده تاریخی

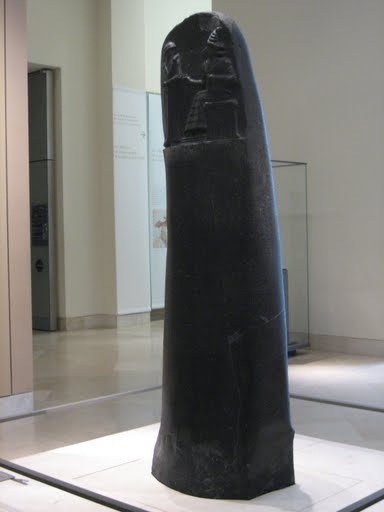
لوح حمورابی بر روی ستون دیوریتی

اولین استفاه تاریخی از دیوریت در کتیبه‌های سومری است که سومری‌ها از شرکای تجاری خود که مس و دیوریت را به آنها می‌دادند تحت عنوان تمدن «مگان» یا «ماکان» نام می‌برد که منطبق با بلوچستان کنونی است و نشان می‌دهد این منطقه همان‌طور که در آن معادن مس و دیوریت باستانی وجود دارد یکی از مناطق تأمین کننده مس و دیوریت برای بین‌النهرین بوده است.
دیوریت سنگی سخت است، به همین دلیل تراش و کار با آن مشکل است. این سنگ به قدری سخت است که در تمدن‌های باستان (مانند مصر) از آن برای تراش و کنده کاری گرانیت استفاده می‌شده است.
این سنگ دراثار قدیمی دوره اکدی‌ها هم مشاهده می‌شود.
یکی از موارد استفاده نسبتاً زیاد از دیوریت در نوشتن کتیبه‌ها بوده است به طوری که لوح حمورابی به کل از دیوریت ساخته شده است. تندیس گودئا و تندیس خفرع نیز از دیوریت ساخته شده‌اند.

## نگارخانه

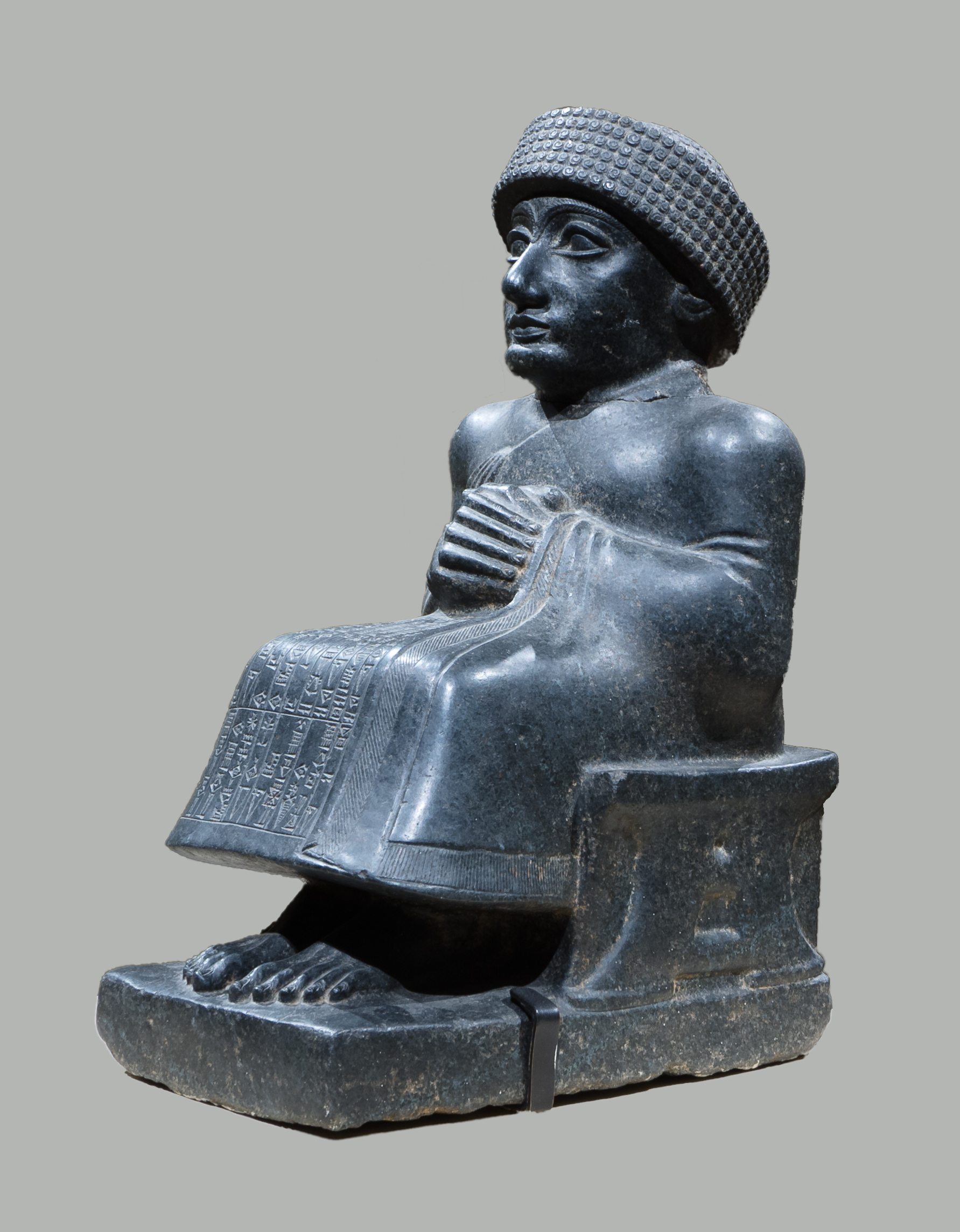
تندیس گودئا
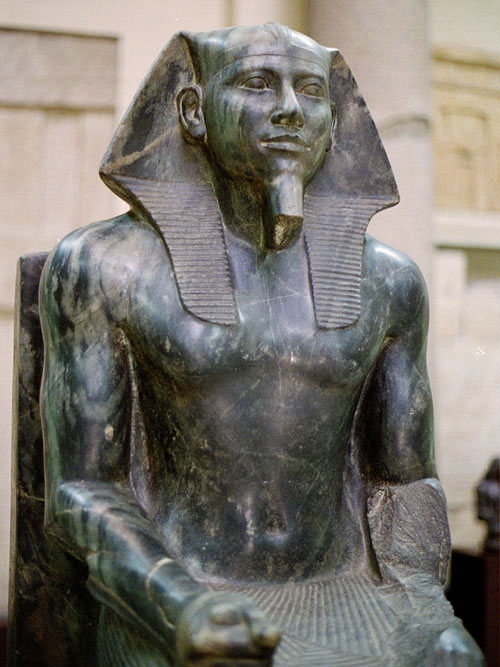
تندیس خفرع
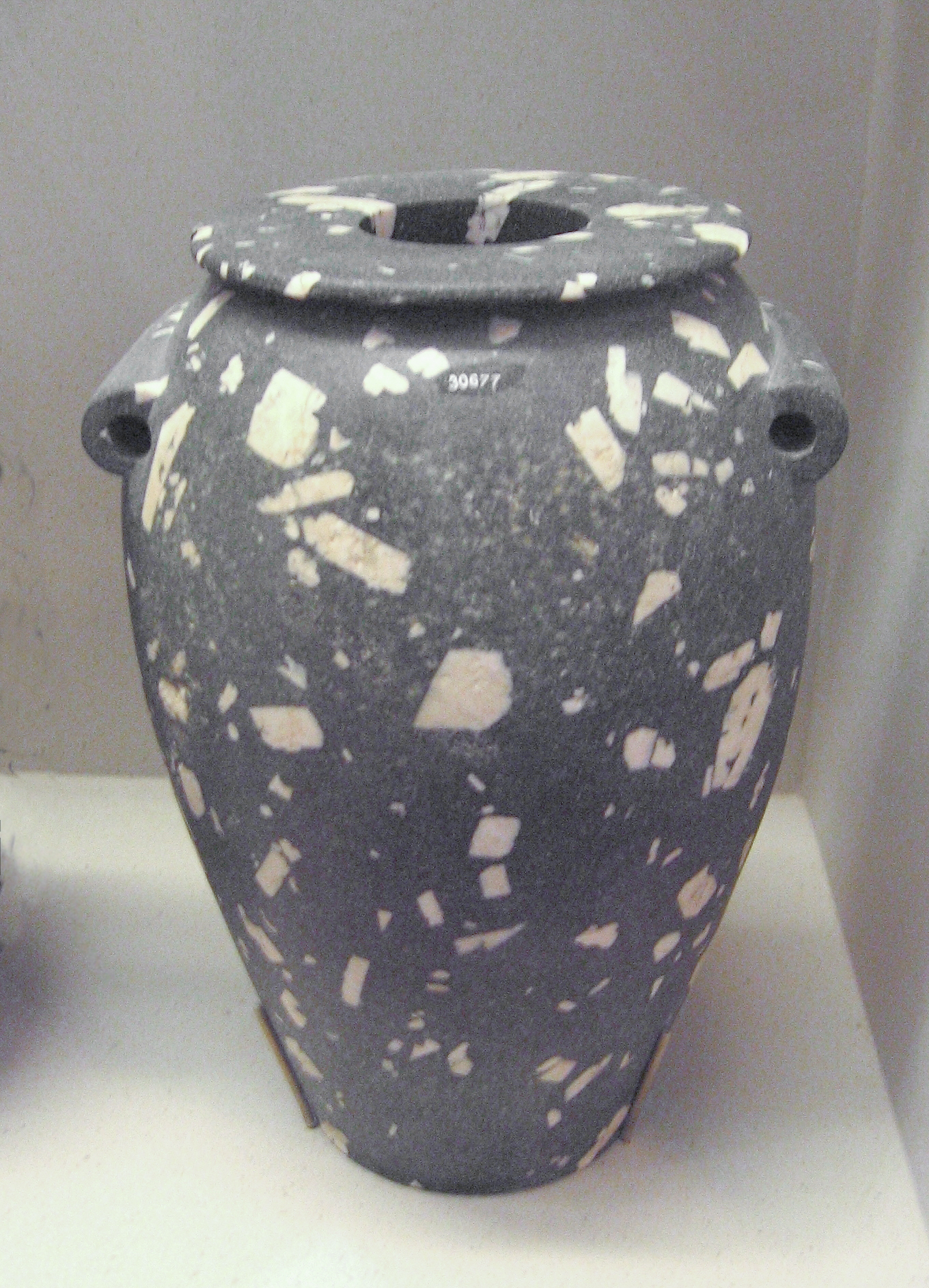
گلدان ساخته شده از دیوریت پروفیری- دوره ماقبل تاریخ مصر